# Vivien Heilbron
Vivien Heilbron (13 de mayo de 1944) es una actriz escocesa.

## Carrera
Heilbron, quien nació en Glasgow, gue miembro de la compañía Dundee Repertory Theatre a mediados de los 60s.  Ganó fama tras aparecer en la adaptación de 1971 de BBC Escocia de Sunset Song, en el papel principal de Chris Guthrie.
A principios de los 80s apareció en sus dos secuelas Cloud Howe y Grey Granite (la trilogía es conocida como The Scots Quair).
Hizo de Catriona junto a Michael Caine en la versión cinematográfica de 1973 de la novela de Robert Louis Stevenson, Secuestrado, y también apareció en Mysteries (1978), protagonizada por Rutger Hauer y Sylvia Kristel, como en la comedia de 1998, The Sea Change, junto a Ray Winstone.
Hizo de Emm en Ace of Wands y de Det. Sgt. Louise Colbert in em Target. Recibió una nominación al Emmy por La piedra lunar. Hizo de un personaje recurrente, Christine Pretis, en EastEnders desde 1989 a 1992.
Otras apariciones televisivas incluyen Hetty Wainthropp Investigates, The Unpleasantness at the Bellona Club, Taggart, The New Statesman, y Poirot.
En cuanto al teatro, ha hecho de Isabel en Ricardo III junto a Derek Jacobi y Blanche DuBois, en A Streetcar Named Desire en el Royal Lyceum Theatre en Edimburgo. Más recientemente volvió a An Evening With Grassic Gibbon, haciendo del narrador.
Es contribuyente honoraria del Shakespeare Institute, Universidad de Birmingham, en Stratford-upon-Avon.
Es una examinadora de los LAMDA y ha sido profesora de teatro.

## Vida personal
Está casada con el actor David Rintoul. Es la hermana mayor de Lorna Heilbron y la cuñada de Nicholas Clay.